# Sybil Leek
Sybil Leek (22 de febrero de 1917 - 26 de octubre de 1982) fue una bruja, astróloga, psíquica y escritora ocultista inglesa. Escribió más de  60 libros sobre temas ocultistas y esotéricos. Fue apodada por la BBC como la "bruja británica más famosa". 

## Biografía
Sybil Leek nació en Staffordshire en una familia acomodada. La familia tenía una larga historia en brujería, que se remonta hasta el siglo XVI con su antepasada Molly Leigh.
La familia directa de Sybil desempeñó un papel importante dándole su apoyo para desarrollar su talento. Aprendió mucho de su padre sobre la naturaleza, los animales y el poder de las hierbas, e incluso discutían sobre filósofos orientales. Su abuela le enseñó astrología, decorando tartas y galletas con símbolos astrológicos y pidiendo a Sybil que los ordenara y describiera el significado de cada cual. 
A los 10 años, Sybil había adquirido más conocimiento oculto que el que podría aprenderse en una vida. Sólo tuvo tres años de escolarización ortodoxa. No obstante, a pesar de la falta de escolarización, de ninguna manera se quedó sin educación. Su familia siguió escolarizándola en casa, aunque su abuela se centraba en su formación esotérica, como el conocimiento de las plantas, astrología, artes psíquicas y videncia, mucho más que en las matemáticas o el inglés. 
La familia de Sybil hacía de anfitriona de muchos personajes eruditos. H. G. Wells, Sybil y su padre solían hacer largos paseos discutiendo sobre temas metafísicos. Otro famoso amigo de la familia era Aleister Crowley. Aleister era un visitante habitual del hogar familiar, y acostumbraba a leer su poesía a Sybil. Lo conoció cuando tenía 9 años. Aleister fue quien la animó a empezar a escribir. Sybil se convirtió en una profunda poetisa, y publicó su primera obra, un pequeño librito de poesía, cuando aún era una adolescente.
Sybil conoció pronto a un destacado concertista de piano que se convirtió en su profesor de música, y se casó con él a los 16 años. Murió dos años más tarde, y afligida por el dolor Sybil volvió a la casa de su abuela. 
Poco tiempo después, su abuela la envió a un coven francés situado en la Gorge du Loup (valle del lobo), en las colinas de Niza, para sustituir a una pariente lejana suya en el puesto de Suma Sacerdotisa.
Finalmente volvió a Inglaterra. Durante una corta temporada se hospedó con conocidos en Lyndhurst, en el New Forest, pero pronto encontró que el estilo de vida era pesado y decidió marcharse de allí. 
En el bosque trabó amistad con gitanos. Sybil aprendió mucho de los gitanos sobre el bosque, el folclore antiguo y mucho más sobre el uso práctico de las hierbas de lo que le había enseñado su abuela. Durante un año convivió con los gitanos, y asistió a rituales con el coven de Horsa en el New Forest, donde por un corto espacio de tiempo fue la Suma Sacedotisa, y luego un miembro del Consejo de los Nueve Covens.
A los 20 años, Sybil volvió con su familia, que se había trasladado a las afueras del New Forest. Abrió tres tiendas de antigüedades: una en Ringwood, otra en Somerset y la tercera en el corazón del New Forest en Burley, donde se trasladó a vivir. En sus tiendas de antigüedades se negó a vender cualquier cosa relacionada con la brujería, para desconsuelo de los visitantes. 
Sin embargo, su actitud franca sobre el ser una bruja le causó problemas. Conforme iba incrementándose el interés de los medios de comunicación, Sybil se encontraba continuamente molestada por los periodistas y turistas, que viajaban a Burley y se presentaban en el umbral de su casa, día y noche. Incluso tuvo que crear señuelos para poder escaparse del pueblo e ir a los encuentros secretos de covens, por miedo de que los cámaras la persiguieran. Aunque el pueblo prosperaba gracias a los visitantes y turistas extra, algunas personas no estaban tan contentas por el tráfico y ruido que causaban. Finalmente, su casero le pidió que se mudara. 
Simultáneamente, una editorial americana había propuesto a Sybil que hablara sobre su nuevo libro de antigüedades A Shop in the High Street en un programa de televisión en los Estados Unidos. Aprovechó la oportunidad y voló hacia Nueva York. Durante su estancia en Nueva York, Hans Holzer, un parapsicólogo, se puso en contacto con ella para invitarla a unirse a su investigación de los fenómenos psíquicos. Realizaron juntos muchos programas de radio y televisión sobre el tema. 
Luego, Sybil se trasladó a Los Ángeles donde conoció al dr. Israel Regardie, una autoridad en Cábala y magia ritual, y pasaron mucho de su tiempo discutiendo y practicando juntos los rituales de la Golden Dawn.  
Firme en la defensa de sus creencias, en algunas ocasiones Sybil discrepaba e incluso se discutía con otras brujas. Desaprobaba la desnudez en los rituales, un requisito en algunas tradiciones, y estaba absolutamente en contra del uso de las drogas, pero estaba reñida con muchas otras brujas por sus creencias sobre el maldecir. También fue una de las primeras brujas de la actualidad que hicieron suya la causa medioambiental. 
Sybil falleció en su casa de Melbourne (estado de Florida) el 26  de octubre de 1982.